# Fausse Brèche
La Fausse Brèche est une large échancrure de la paroi frontalière franco-espagnole, située à l'ouest de la brèche de Roland qui lui donne son nom. Elle est encadrée par la pointe Bazillac (2 975 m, à l'est) et par le Taillon (3 144 m, à l'ouest). Son point le plus bas est à une altitude de 2 906 ou 2 909 m.
Elle est marquée par un rocher d'une quinzaine de mètres (altitude 2 944 m), le doigt de la Fausse Brèche, qui a été gravi pour la première fois par Henri Brulle, Jean Bazillac et Célestin Passet, en 1887. L'ascension du pic du Taillon par la voie normale, depuis la brèche de Roland, passe au pied de ce doigt de la Fausse Brèche.

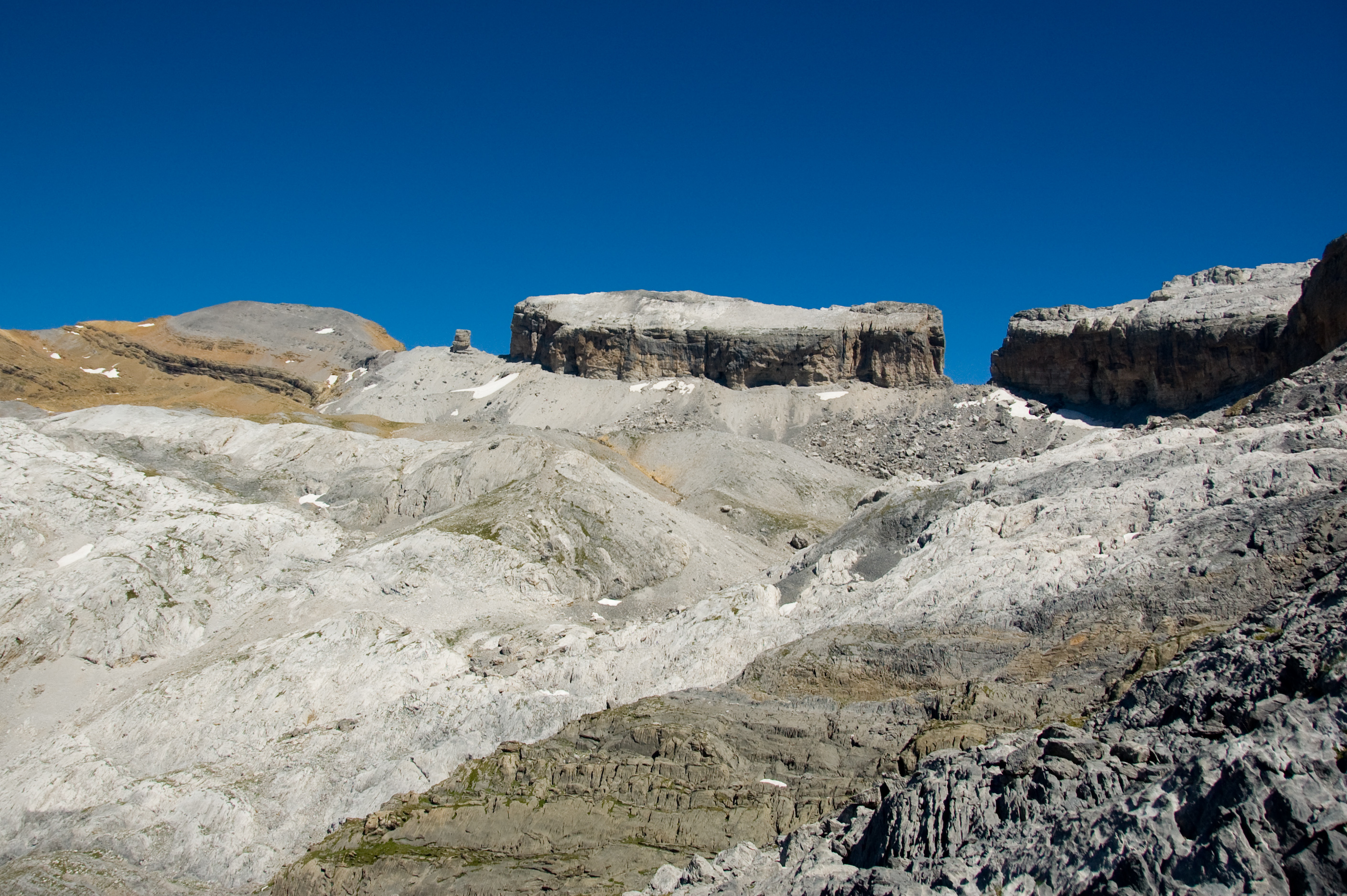
Vue du sud (du versant espagnol) : de gauche (ouest) à droite (est), le doigt de la Fausse Brèche, la Fausse Brèche, la pointe Bazillac et son éperon rocheux, la brèche de Roland.
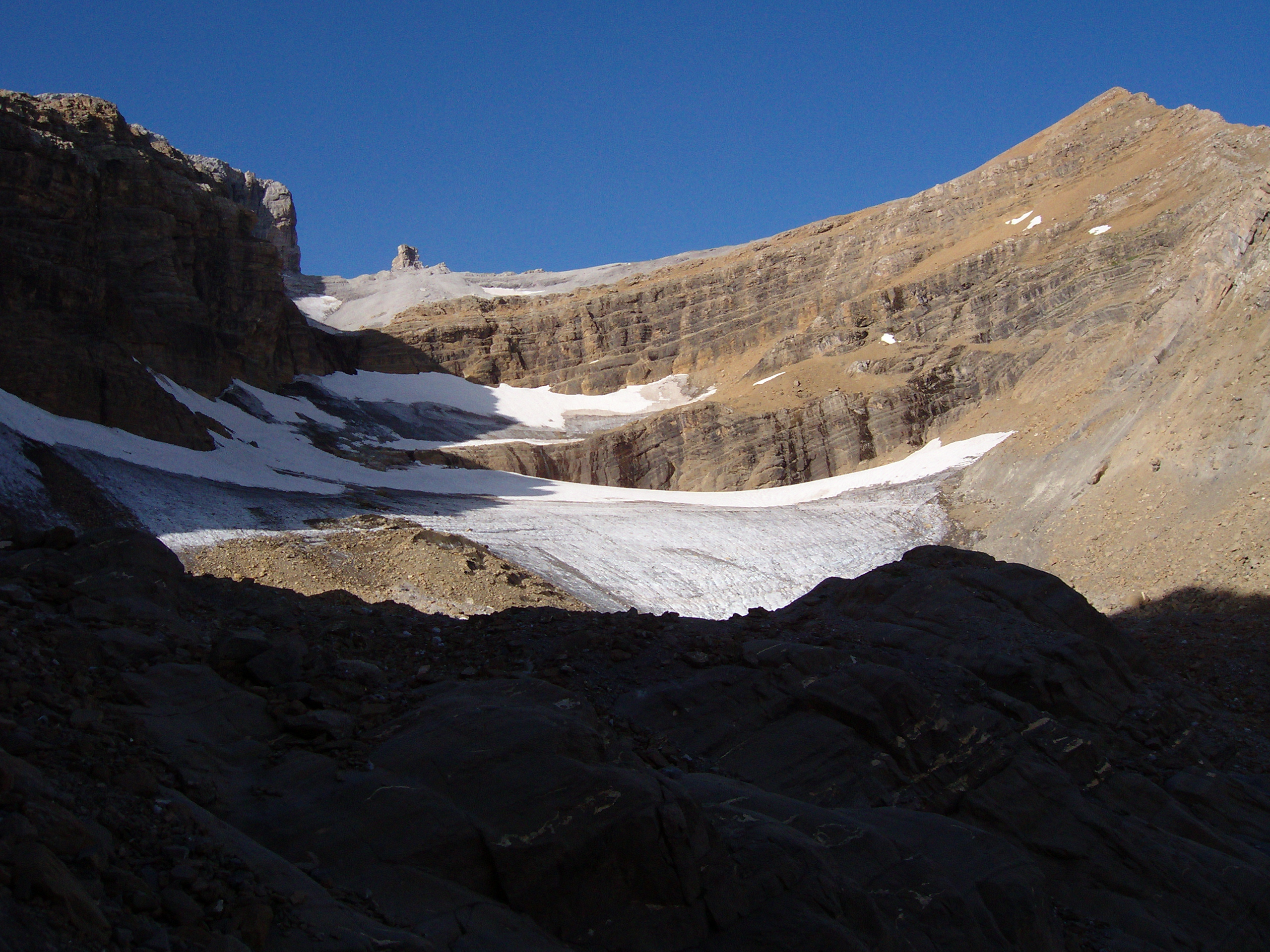
Vue du nord (du versant français) : de gauche (est) à droite (ouest), la pointe Bazillac, la Fausse Brèche, le doigt de la Fausse Brèche, le Taillon.